# Maria Gunnoe
Maria Gunnoe là một nhà bảo vệ môi trường người Mỹ, người chống đối phương pháp khai thác mỏ lộ thiên gọi là mountaintop removal mining. Bà đã xuất hiện trên phim tài liệu "Mountain Top Removal" năm 2007 và phim tài liệu Burning the Future: Coal in America năm 2008.
- Năm 2006, Gunnoe đoạt Giải thưởng Callaway cho các nỗ lực tổ chức trong cộng đồng của bà ở miền nam tiểu bang Tây Virginia.[2][3][4][5]
- Năm 2009 Gunnoe được trao Giải Môi trường Goldman, và là nhà bảo vệ môi trường thứ hai được tặng giải này cho việc đấu tranh chống việc khai thác mỏ ở Tây Virginia. Trước đó, Julia Bonds đã đoạt giải này năm 2003 cho việc chống đối phương pháp khai thác mỏ lộ thiên ở dãy Appalachia.[1][6]
- Năm 2012 bà được trao tặng Huy chương Wallenberg